# Herbert Waas
Herbert Waas (født 8. september 1963 i Passau, Vesttyskland) er en tysk tidligere fodboldspiller (angriber).
Waas' klubkarriere er primært associeret med hans syv år lange ophold hos Bayer Leverkusen. Han var med til at vinde UEFA Cuppen med klubben i 1988. efter finalesejr over RCD Espanyol fra Spanien. Senere i karrieren repræsenterede han blandt andet også italienske Bologna, schweiziske FC Zürich.
Waas spillede desuden 11 kampe og scorede ét mål for det tyske landshold, heriblandt tre kvalifikationskampe til EM 1984.

## Titler
UEFA Cup
- 1988 med Bayer Leverkusen